# Periš
Periš (en serbe cyrillique : Периш) est un village de Serbie situé dans la municipalité de Svrljig, district de Nišava. Au recensement de 2011, il comptait 125 habitants.
Periš est situé sur les bords du Svrljiški Timok.

## Démographie
| 1948 | 1953 | 1961 | 1971 | 1981 | 1991 | 2002 | 2011 |
| ---- | ---- | ---- | ---- | ---- | ---- | ---- | ---- |
| 752  | 779  | 725  | 593  | 512  | 300  | 220  | 125  |

|  |